# 浄橋女王
浄橋女王（きよはしじょおう/きよはしのおおきみ、生年不詳 - 延暦9年閏3月1日（790年4月19日））は、奈良時代の皇族。系譜は不詳だが、光仁天皇の姪で、志貴皇子の孫。位階は従四位上。清橋女王とも表記される。

## 経歴
光仁朝の宝亀元年（770年）11月、光仁天皇の即位に伴う詔により、春日宮御宇天皇（志貴皇子）の皇孫として二世王待遇となり、無位から従四位下に直叙される。桓武朝の天応元年（781年）11月、従四位上に昇叙される。延暦9年（790年）閏3月、卒。

## 官歴
『続日本紀』による
- 宝亀元年（770年） 11月6日：従四位下（直叙）
- 天応元年（781年）11月16日：従四位上
- 延暦9年（790年） 閏3月1日：卒去